# Стежару (Констанца)
Стежару (рум. Stejaru) насеље је у Румунији у округу Констанца у општини Сарају. Oпштина се налази на надморској висини од 59 m.

## Становништво
Према подацима из 2002. године у насељу је живело 43 становника, од којих су сви румунске националности.